# 刀 (中國)

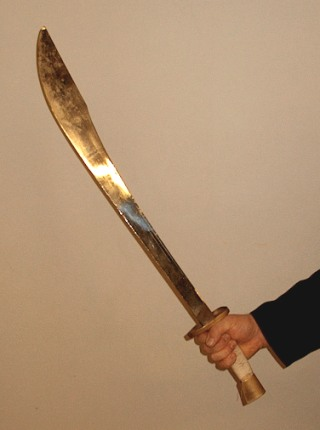
一種中式刀（大刀）

在中國，刀是一種傳統冷兵器，單邊開刃，以銅或鋼鐵等金屬製成，用單手或雙手舞動，以砍劈方式對敵人造成傷害，在中國武術中有"百兵之膽"的美譽。而與刀類似，但雙邊開刃的兵器，稱為劍。
除了當成武器使用外，刀也可以被當成是一種切開物體的工具。

## 概論
在上古漢語中，刀被用來統稱兵器，後來成為短兵器的代稱。在春秋戰國時代，刀與劍的意義類似。在宋代之後，刀被用來特指單面開鋒的短兵器。
刀的雛型在中國原始社会就已经出现，古典中國刀如環首刀與隋唐時代的橫刀主要是直刀，但目前有考古證據顯示在先秦乃至漢朝時就已有彎刀。 宋代時，遊牧民族的不斷入侵使中國刀劍受到遊牧民族風格影響，遊牧民族式的單手彎刀和相對廉價的手刀開始流行。到元代，環首刀、橫刀一類的傳統直刀逐漸退出戰場，但直刀做為儀刀和少數民族刀械一直延用至清代，並未消失。之後的朝代在部分刀劍設計上仍保留刀柄的環首，柄身除傳統直柄外也出現反曲彎柄，刀身設計一部分繼承宋刀形制，其它多是遊牧彎刀的改良版，然而卻有一個較長比例的鋒刃斜尖和較圓寬的鋒刃弧度，使其在砍殺時得到更有效的削切性，刀尖向上提高、刀尖背脊常開有反刃來對應特定招式中的勾挑與刺擊。刀身與刀柄間的護手物稱為「格」或「鐔」。刀柄通常為木質材料包裹，並與中國劍一樣用繩索綁起，表演用的刀有時則是以流蘇或布巾稱為刀衣（綁在劍上則稱為劍穗）。護手則為圓盤狀，一方面是在收入鞘中的時候避免淋雨，一方面是防止砍殺後血液流至握柄、造成手滑握不穩。
現代中國的武術教授中已經把刀視為一個不可或缺的部分，刀法被視為一項才藝和正當自衛的技能，甚至在某種程度上漸漸成為一種廣泛的全民運動趨勢。關於中國刀的適當長度，較常見的通俗說法是：當手平舉的時候，如果刀柄在你的手掌，那麼刀尖就應該剛好在你的眉間 。但某些流派採用更長的刀，如八卦刀和太極刀。

## 歷史
中國青銅時代出土的兵器顯示，當時使用的是直脊刀，顧名思義，它們不像今日常見的中國刀一樣寬大彎曲，而像劍一樣是直的，只是單面開鋒。進入鐵器時代後的刀，遺憾的是由於出土文物中的兵器，刀身大都鏽蝕殆盡，僅餘裝飾華麗的刀柄，所以後世對中國古代鐵刀的了解比對青銅刀的了解更少。
春秋戰國時代，東南方的吳國、越國使用「吳鉤」，因適用東南方的複雜地形（多河川）與船戰使用，是一種刀身細長的彎刀。
自漢朝起，軍隊開始流行使用環首刀，此類刀柄首部有一圓環，又稱漢刀，形制以直刀為主，偶見彎刀。漢軍以此刀與匈奴作戰。漢武帝時對大行令王恢獻上的匈奴寶刀的徑路 很震驚，派張騫出使月氏國，帶回域外的煉精鋼技術。
隋唐時期，環首長刀仍繼續使用，並開始配備較大的護格(鐔)，部分刀柄尾端的圓環消失。唐六典中的刀制有四：儀刀、障刀、橫刀、陌刀。「儀刀」乃儀仗禮器，古時又稱斑劍，有金屬製亦有純木製。「障刀」可能是防身用刀。「橫刀」又稱佩刀，是兵士所配之刀。「陌刀」則可能指雙手持用的短柄長刀或長柄刀，步兵所執，與古時之斷馬劍類同。唐代又因鑌鐵(可能指烏茲鋼或旋焊鋼)傳入中國，開始有「鑌橫刀」，價值遠高於「鋼橫刀」。
宋代持續沿用環首刀，但刀形普遍變得較寬較厚，並興起使用一種刀鋒前銳後斜的闊刃戰刀，此外明顯帶有弧度的彎刀也愈趨普遍。總體分作短柄刀與長柄刀兩類。短柄刀又稱手刀，長柄刀有：屈刀、偃月刀、眉尖刀、筆刀、戟刀、掉刀。朴刀是雙手持用的大刀，至清代仍在使用，由於是太平天國的太平軍善使朴刀，又稱太平刀。雁翎刀首見於宋代記載。
元代蒙古人使用的彎刀可見於元代畫師劉貫道的〈元世祖出獵圖〉，漢人所配的刀劍則保持著宋代的風格。

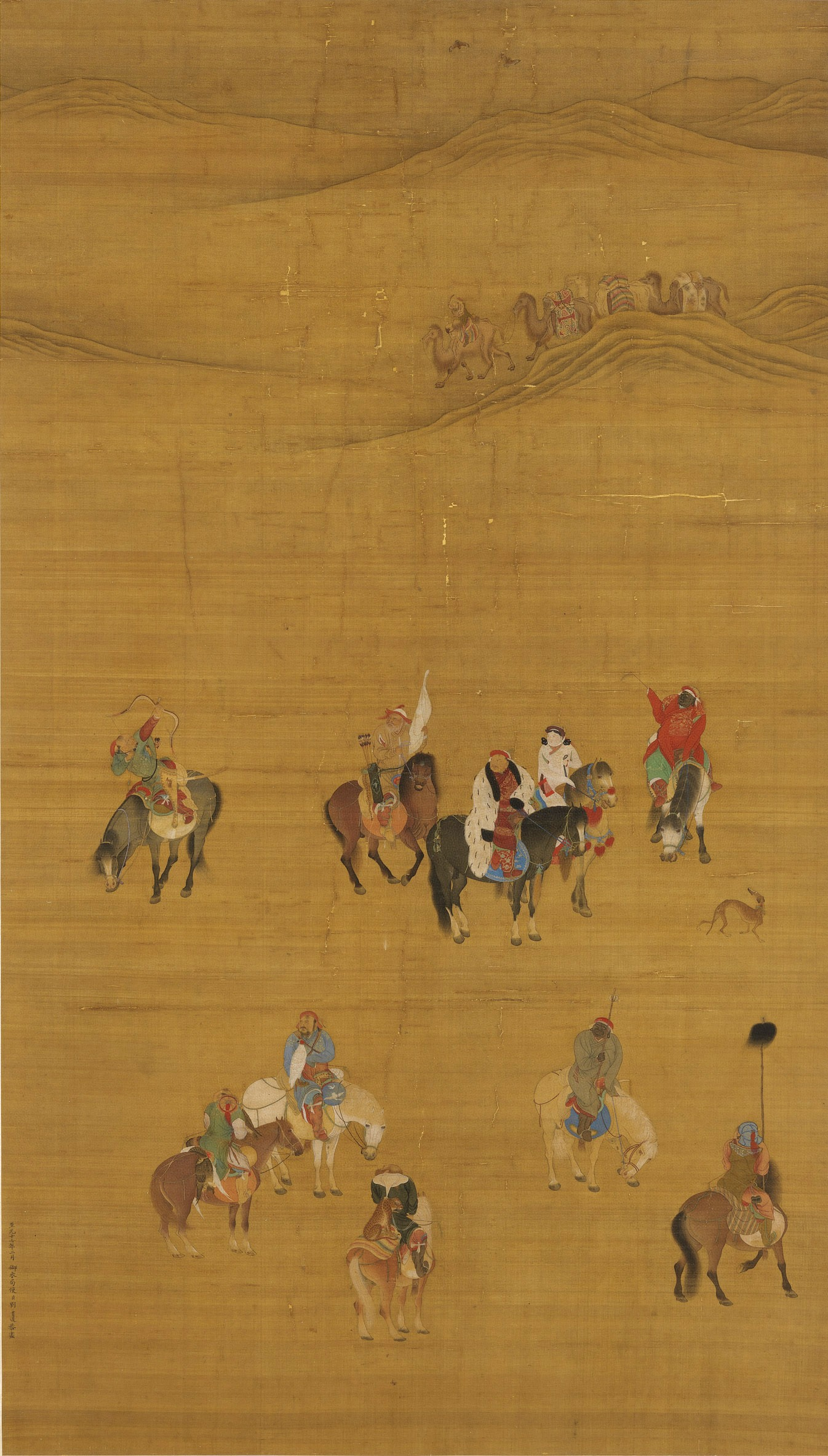
〈元世祖出獵圖〉，台北國立故宮博物院藏。

明代軍用腰刀刀身多狹長略彎且鋒利，單手刀總長通常約1公尺上下，常與藤牌並用。另有長約1至2公尺雙手持用的長刀，《武備志》記載明代長刀與倭刀有關。長柄刀形制則延續宋代。
清代軍隊一律制式佩刀，短柄刀有配合藤牌用的單手刀與雙手持握的大刀，官佐也開始佩刀。無論短柄刀或長柄刀多延續明代形制。
民國初期許多地方軍閥的部隊使用的土制或從不同的外國購入的槍械，並沒有標準化的刺刀和刺刀座，所以近戰時不如直接用刀。抗日戰爭則是最後一個用刀的高峰，國軍和八路軍、新四軍許多部隊、游擊隊和民間抗日組織往往無力補充槍彈，且此時期中國一般士兵槍械的射擊與換彈速度較慢，於是在近距離的戰鬥多以冷兵器彌補武器與彈藥的不足；當時主流刀種有苗刀、長刀和前銳後斜的闊刃砍刀，著名的長城防衛部隊第二十九軍正因熟嫻刀術，有大刀隊的別稱。國共內戰初期，共產黨亦有許多使刀的部隊。

## 種類

### 短柄刀

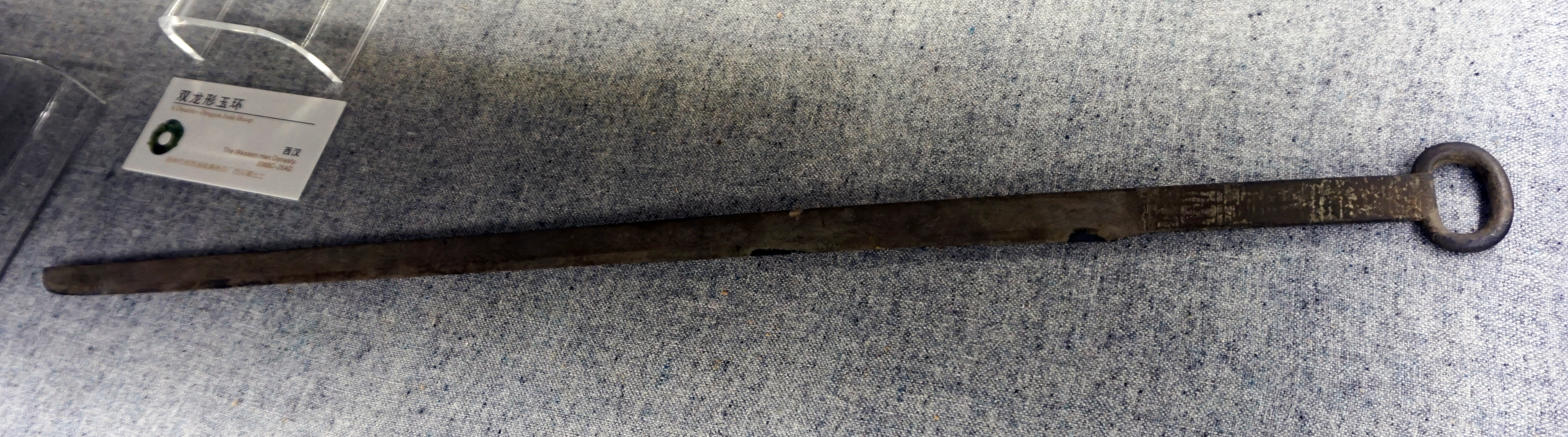
西汉错银青铜环首刀，扬州博物馆藏。

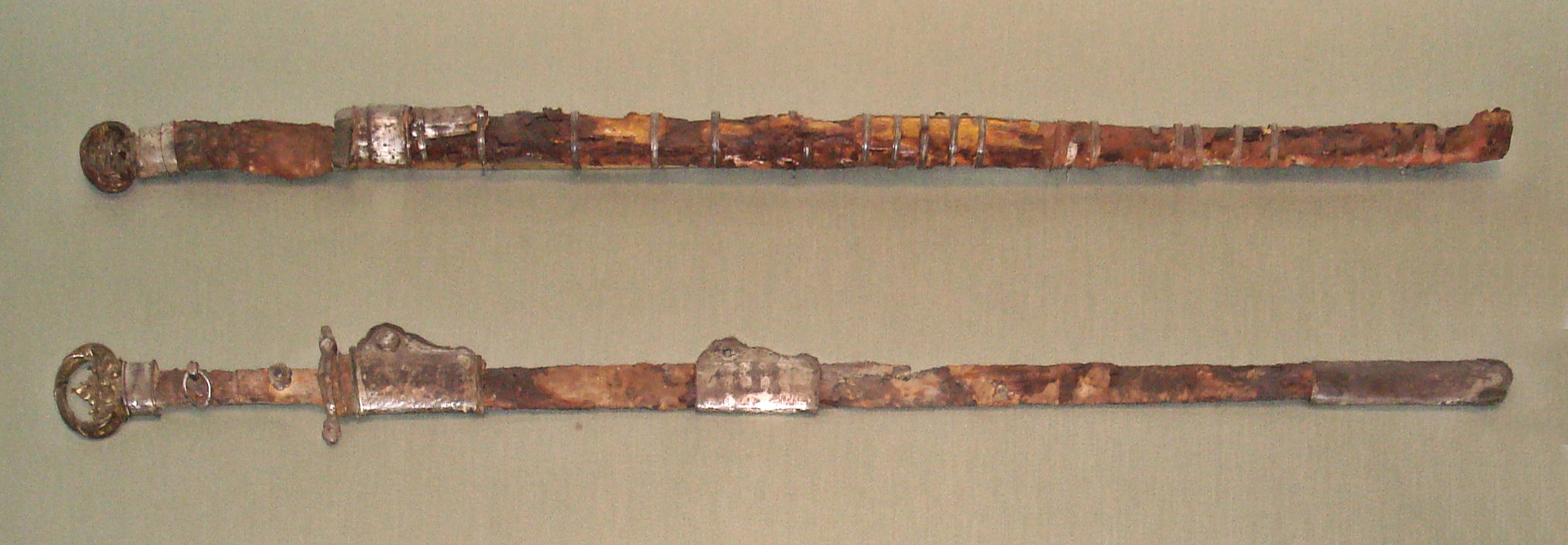
隋代環首刀，紐約大都會藝術博物館藏。

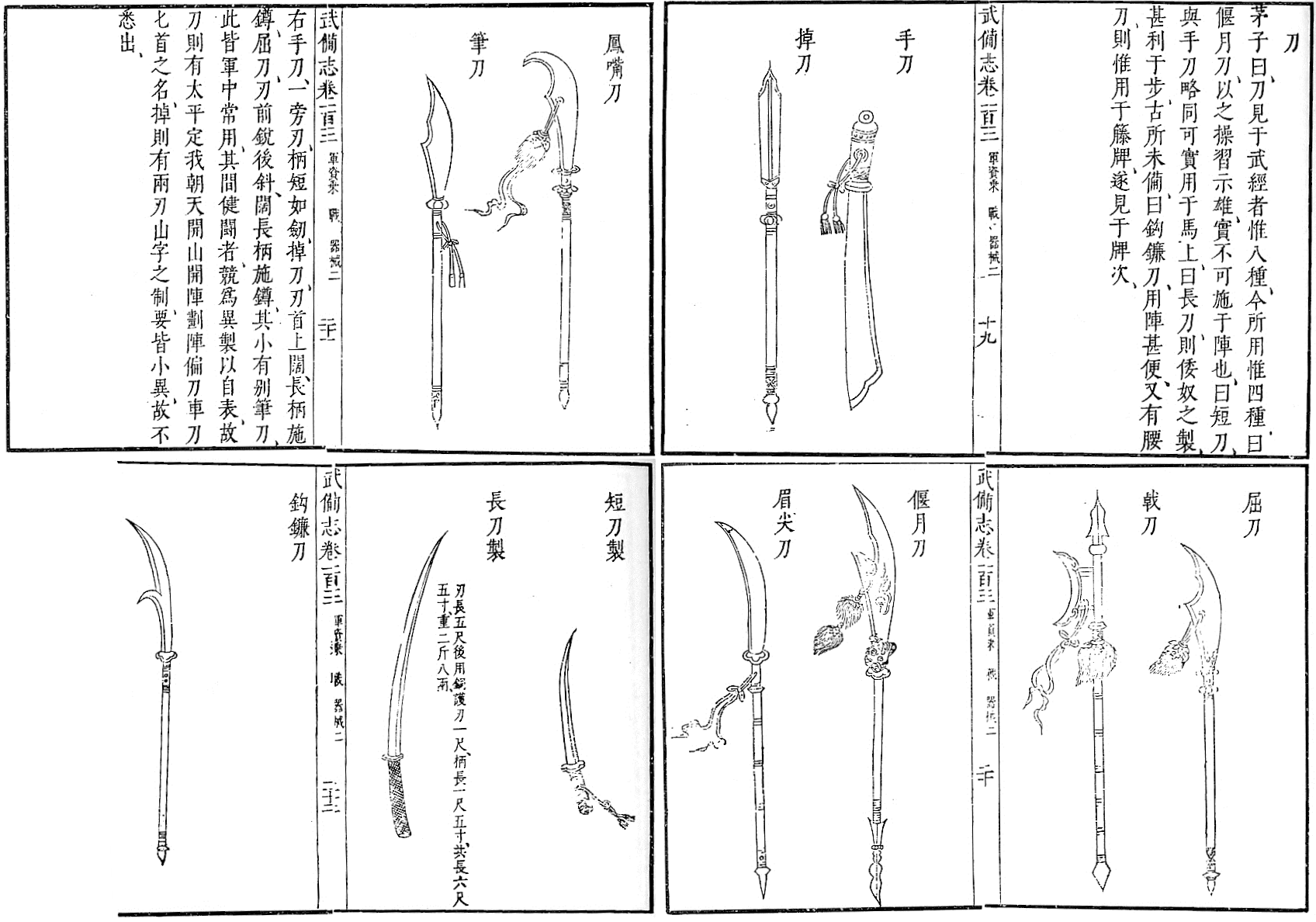
宋代刀八色與明代刀器，包括長柄刀與短柄刀。

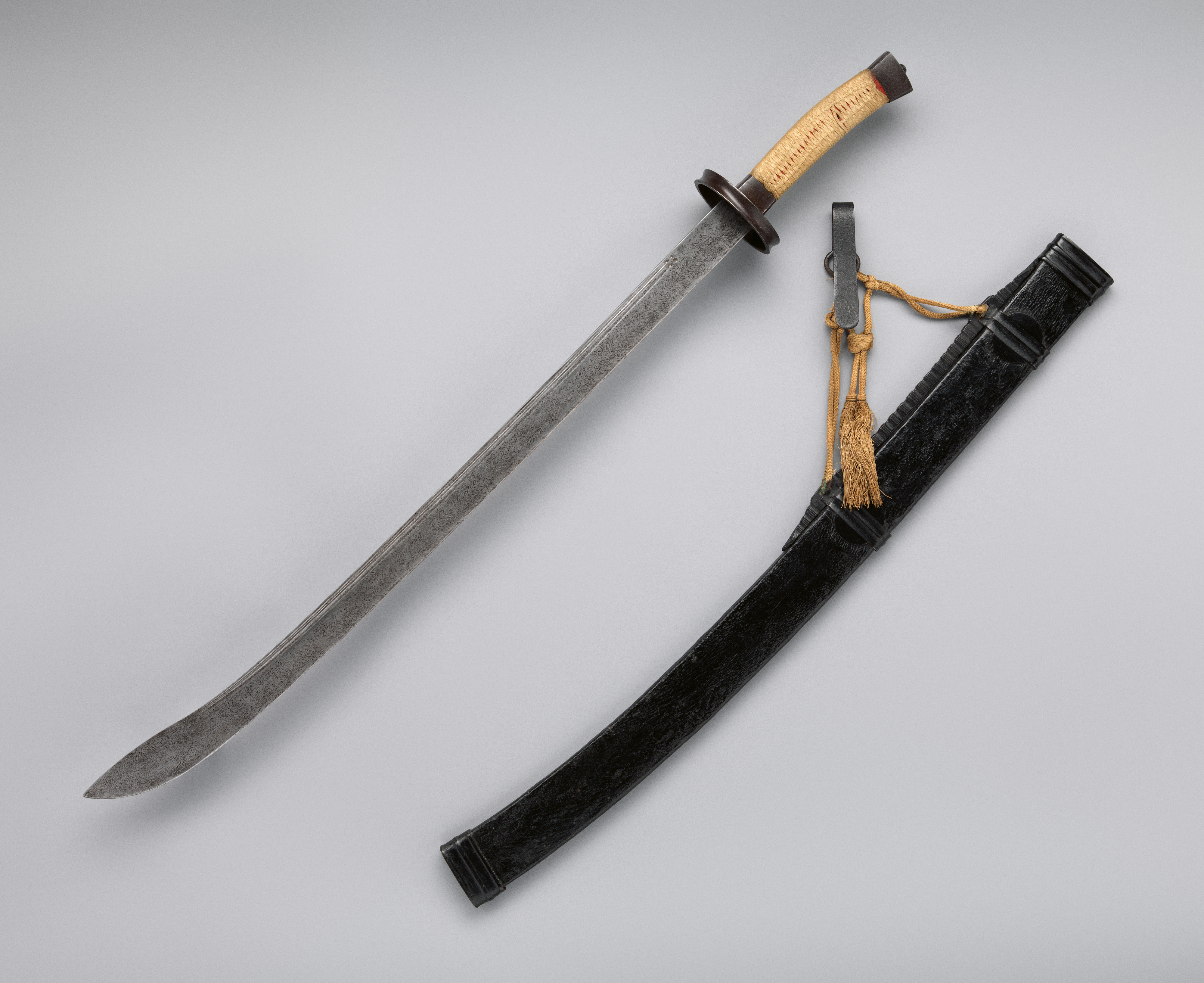
清代腰刀，紐約大都會藝術博物館藏。

- 環首刀：兩漢用刀，刀柄首呈圓環形，直身厚脊薄刃，取代劍成為軍中主要武器。[11]
- 橫刀：《唐六典》所載唐代用刀，兵士所佩，唐代部隊的主要武器。[12][13]
- 陌刀：《唐六典》所載唐代用刀，長刀，唐代步兵的主要武器。[13][14]
- 手刀：宋代用刀，有護手，刀頭前銳後斜，《武經總要》所載宋代刀八色中唯一的短柄刀。[13][15]
- 朴刀：刀身寬闊，刀柄特長，雙手持握，但也有較不同的版本。出現於宋代。元朝李文蔚《燕青博魚》第四折：「荷葉樣煙氈帽，百煉鋼打就的長朴刀。」；《水滸傳》第二回：「只帶三五個做伴，將了朴刀，各跨口腰刀，不騎鞍馬，步行下山，逕來到史家莊上。」
- 斬馬刀：一種用來將敵軍將領連馬一同斬殺的巨型戰刀。源於漢代斬馬劍，宋代改稱斬馬刀，清末為義和團所用，又稱「義和刀」。形制歷朝常有所變化，明清兩朝亦會將倭長刀作斬馬刀使用。
- 腰刀：佩於腰間的刀為腰刀。此外，《武備志》所載明代用刀稱腰刀，常與盾牌合用。[16][17]
- 長刀：刀身或刀柄較長的刀為長刀。此外，《武備志》所載明代長刀與倭刀有關。[10]
- 佩刀：佩於腰間的刀也稱佩刀。此外，《皇朝禮器圖式》、《大清會典圖》所載的清代用刀稱佩刀。[18][19]
- 雁翅刀：形似雁翅而得名，明清官軍腰刀形制之一。一說其形制與宋代手刀有傳承關係。
- 雁翎刀：形似雁翎而得名，又名雁毛刀，刀身直長，近刀尖處微彎，刀尖背脊處開反刃。明清主要官軍腰刀形制。元朝張憲《我有二首》之二：「我有雁翎刀，寒光耀冰雪。神鋒三尺強，落手斷金鐵。」
- 柳葉刀：形似柳葉而得名，刀身修長微彎，弧度較雁翎刀大，常有反刃，多短柄。可能改良自遊牧民族的騎兵彎刀。明清主要官軍腰刀形制之一。
- 牛尾刀：形似牛尾而得名。刀身上寬下窄，刀刃輕薄，多彎曲短柄。清代腰刀形制之一，主為衙役和民間武師所用，被諸多民間武術流派沿用至今。
- 大刀：單刃厚背的短柄刀，如抗戰大刀。或指長柄刀，如關刀。
- 苗刀：民國初年武術家劉玉春所傳授的雙手刀。可能改良自明清倭長刀。
- 軍刀：或稱馬刀、佩劍，長約一尺，刀身微彎，在衝鋒陷陣時供騎兵劈刺。
- 刺刀：或稱銃刀、銃劍，近古一種泛指裝在槍械前端以用來近身戰的短刀。此外，刺刀也泛指擊刺所用的尖刀。《梁書·卷二十·陳伯之傳》：「好著獺皮冠，帶刺刀，候伺鄰里稻熟，輒偷刈之。」
- 鬼頭刀：古代劊子手處斬罪犯的刀。
- 戒刀：古代僧人所佩之刀，刀背處偶有環飾，會晃動作響以戒旁人。《董西廂》卷二：「腰間戒刀，是舊時斬虎誅龍劍，一從殺害的眾生厭，掛在壁上，久不曾拈。」（古代僧人对刀的管制很严，所配的刀称为戒刀，意为此刀同样受佛法戒律管制，一般只作为几种用途，剃渡、炊事、建筑、裁剪衣物使用。）
- 鸞刀：刀鐶上飾有鈴鐺的刀。古代祭祀時用來切割牲口。《詩經·小雅·信南山》：「執其鸞刀，以啟其毛，取其血膋。」
- 短刀：小刀，如匕首之類的武器。《三國演義》第四回：「嘗於朝服內披小鎧，藏短刀，欲伺便殺卓。」
- 單刀：短柄長刃，闊面單鋒，為武術用具。
- 板刀：沒有刀尖的長方形刀。就像現代的西瓜刀。
- 鋼刀：鋼製的刀。《三國演義》第三十八回：「三十人各披衣甲，手執鋼刀，不避矢石。」
- 破風刀：一種刀身扁長，刀柄短小且彎曲的刀。
- 潑風刀：一種寬刃的刀。《喻世明言·卷二十一》，臨安裡錢婆留發跡：「腰拴搭膊，腳套皮靴。掛一副弓箭袋，拿一柄潑風刀。」

### 長柄刀
- 關刀：又稱「偃月刀」，彎月形刀身的長柄大刀。在小說《三國演義》中是關羽所用的兵器，故稱為「關刀」。
- 三停刀：一種有長柄，刀刃部分佔全長三分之一的大刀。元朝高文秀《襄陽會·第三折》：「撦鼓奪旗千般勇，三停刀上血光飛。」
- 三尖兩刃刀：或稱「二郎刀」、「三尖刀」，一種鋒利多刃的刀。《水滸傳》第七十九回：「梅展大怒，舞三尖兩刃刀，直取張清。」[20]
- 掉刀：掉刀的造型和其他长柄刀迥然不同，《武经总要》记载掉刀是“刃首上阔，长柄施鐏”。结合图画来看，掉刀开有两刃，刃前有一个宽阔的尖，前部刀刃非常宽阔。刀身直，刀尖向上，尖锐有刃，柄后有撙。

### 工具刀
- 牛刀：宰牛用的大刀。
- 屠刀：宰殺牲畜的刀。
- 劈刀：一種刀背較厚的刀。用來劈木材﹑竹子等。即所謂的劈材刀。

## 圖片

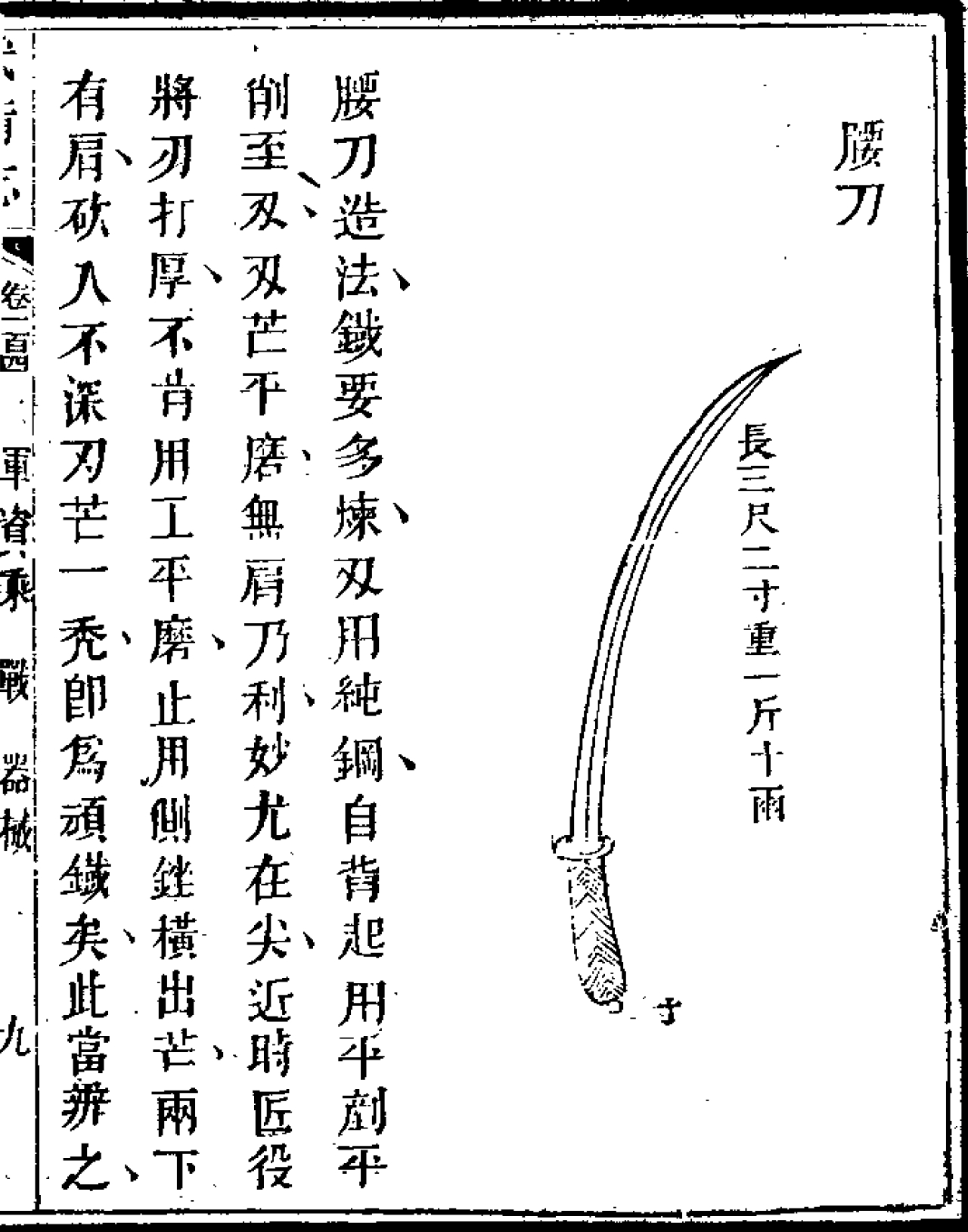
明代腰刀
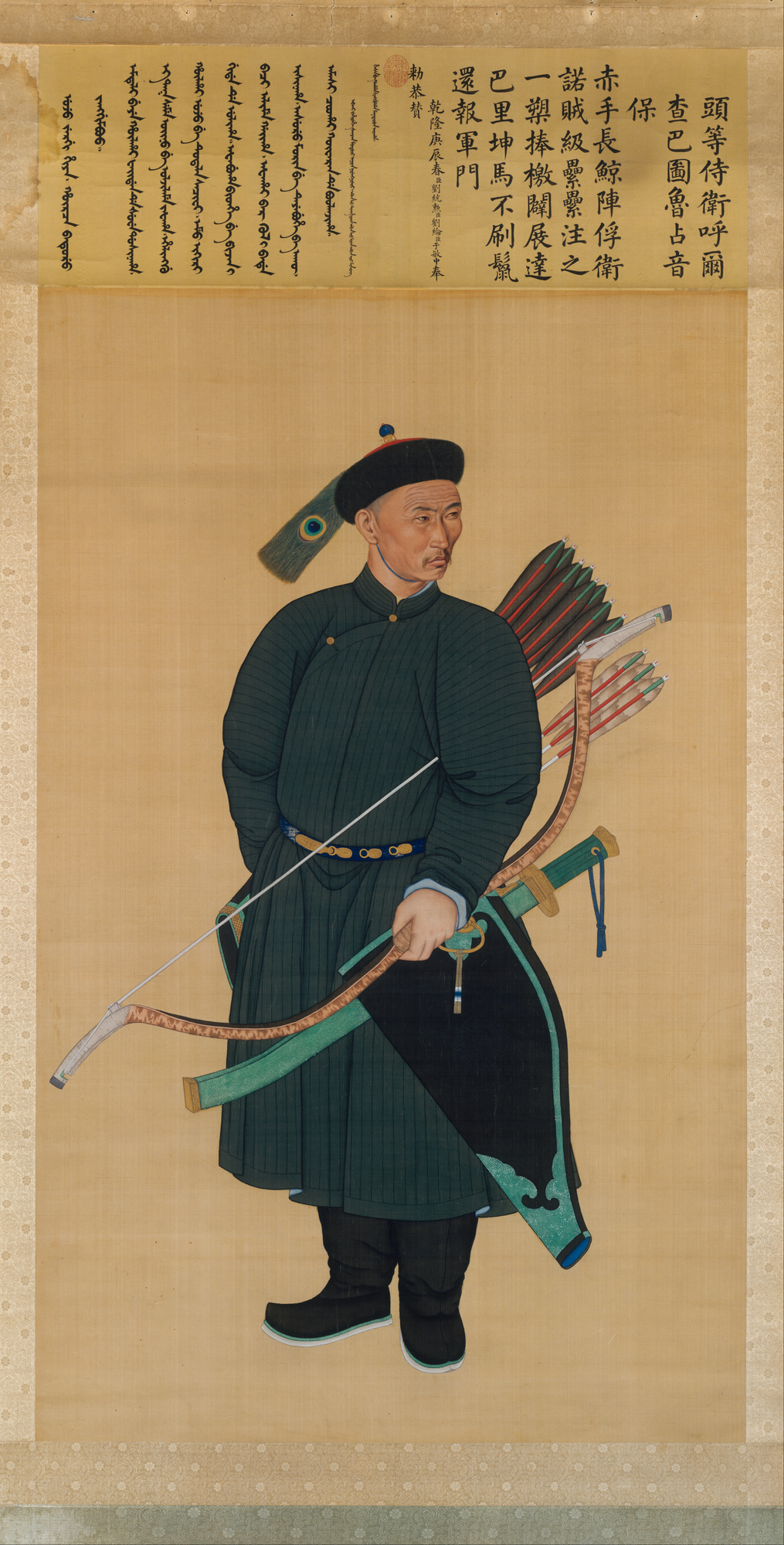
清代侍衛圖，紐約大都會藝術博物館藏。
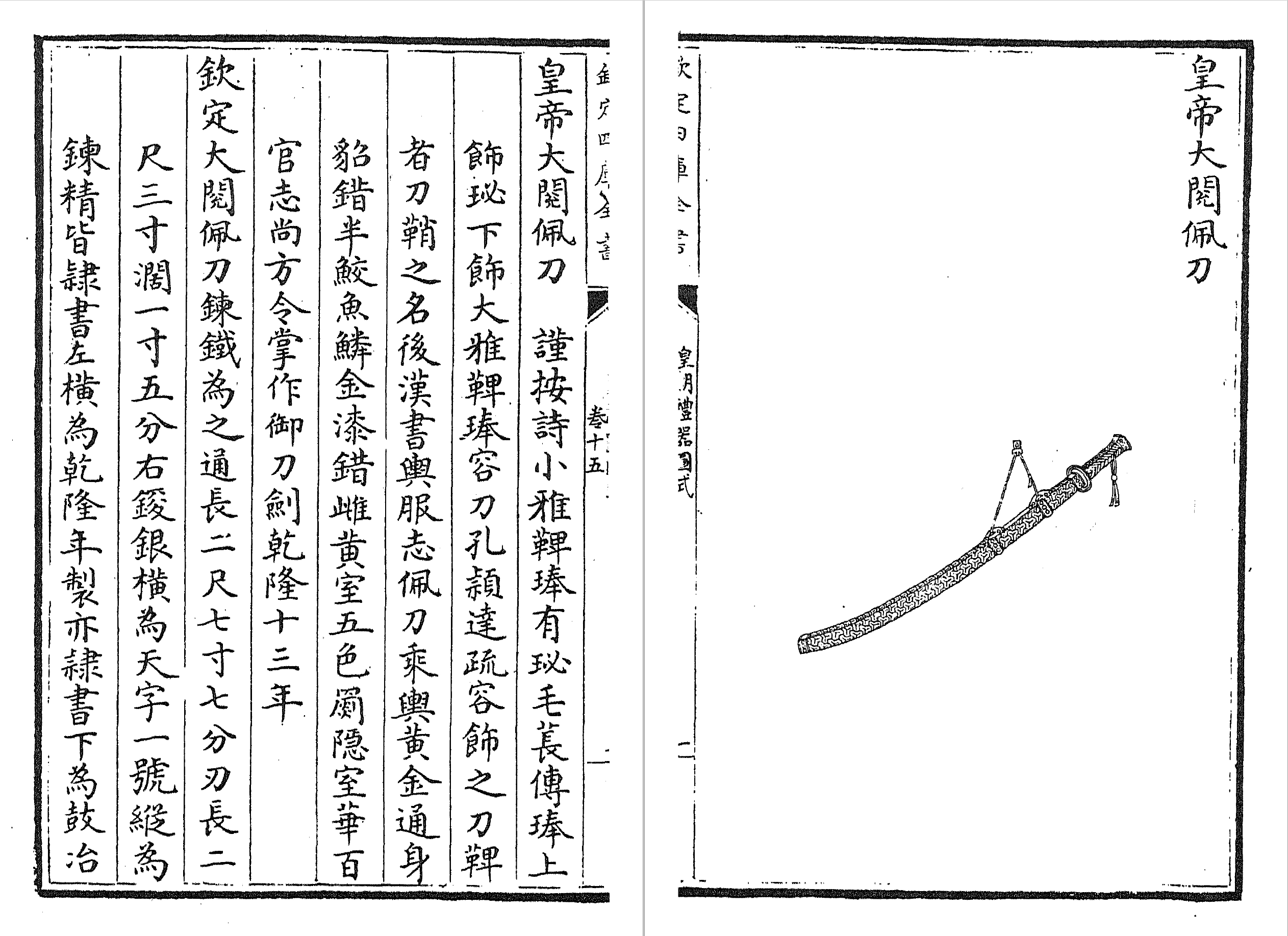
清代皇帝大閱佩刀
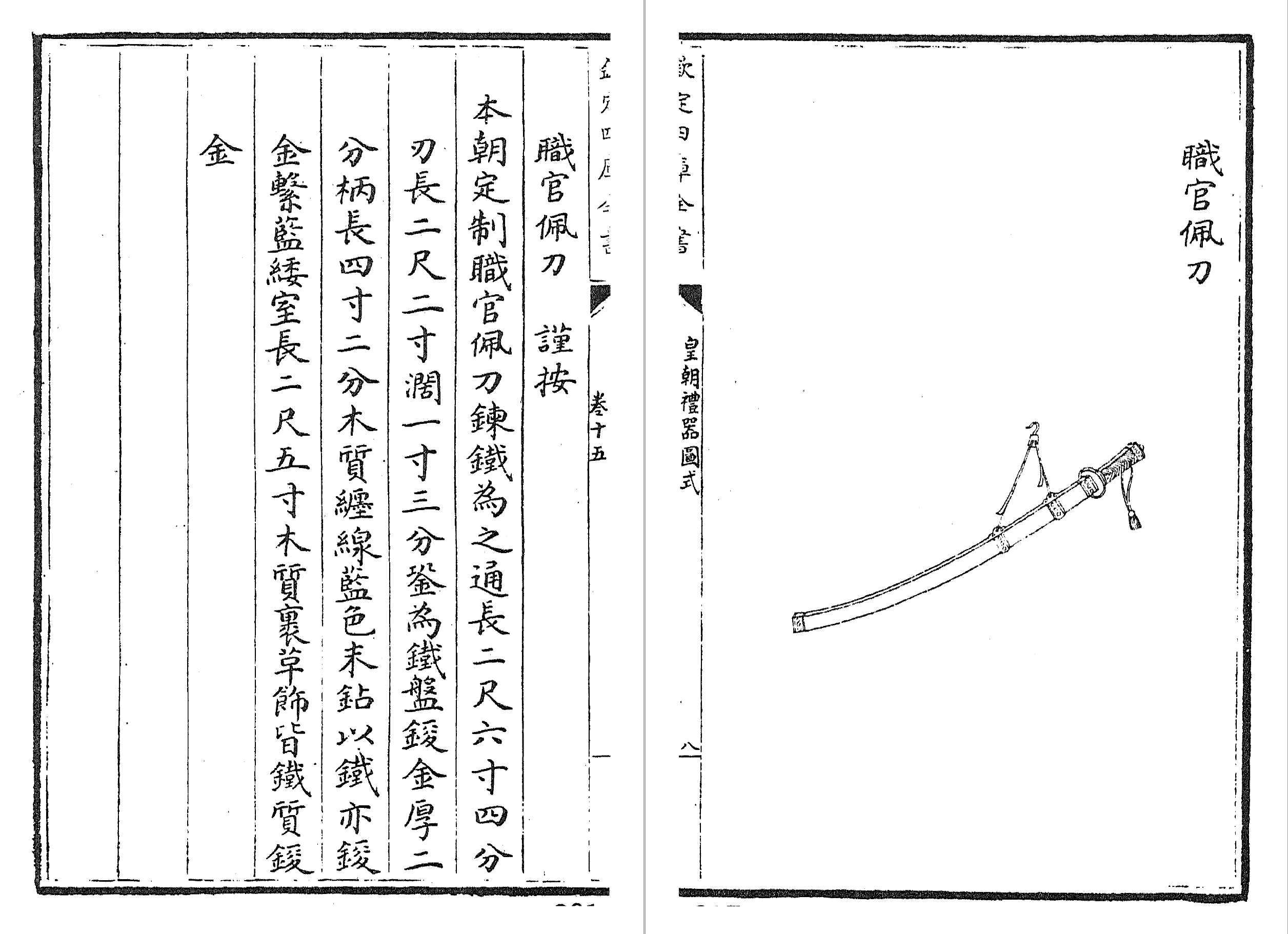
清代職官佩刀
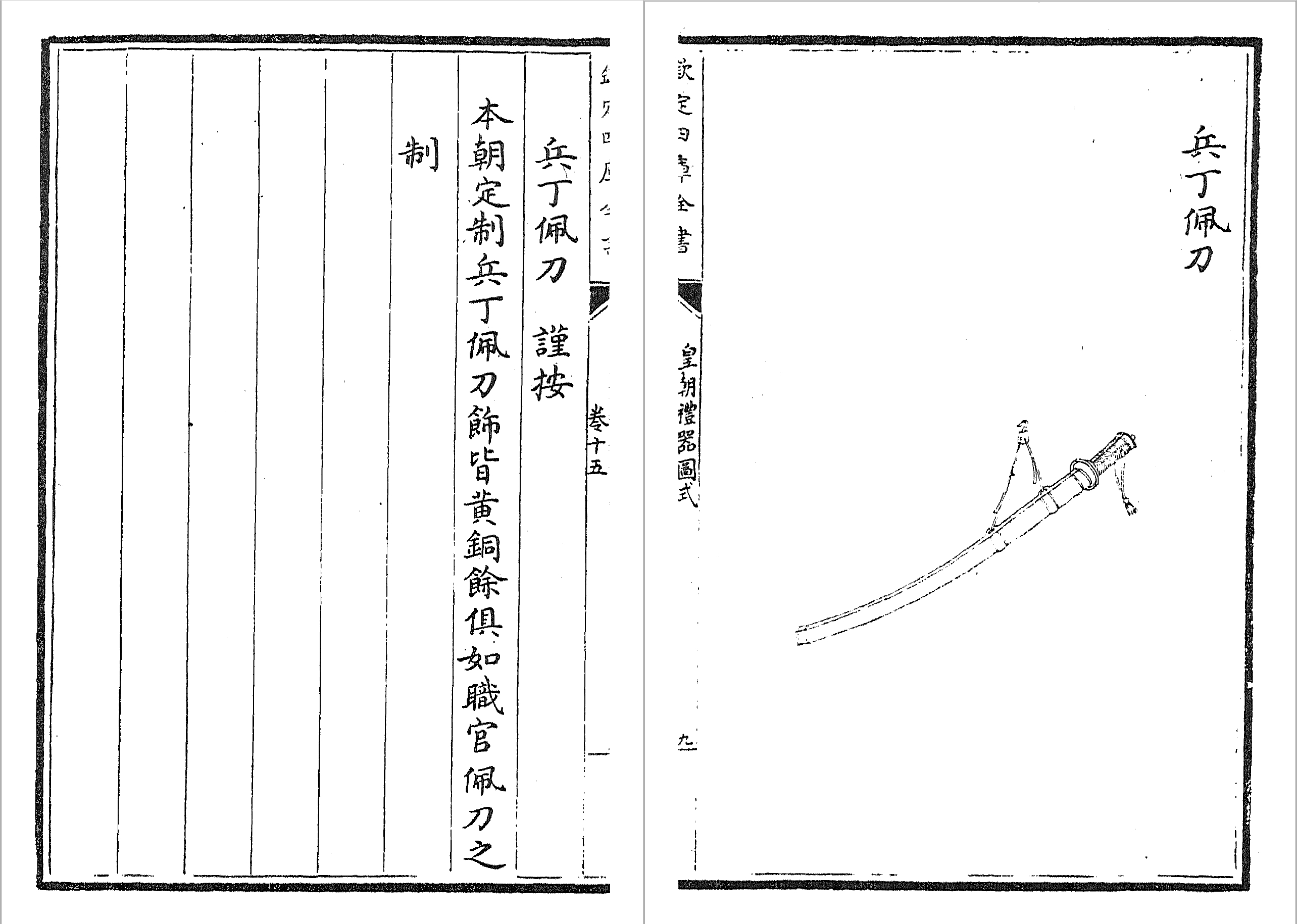
清代兵丁佩刀
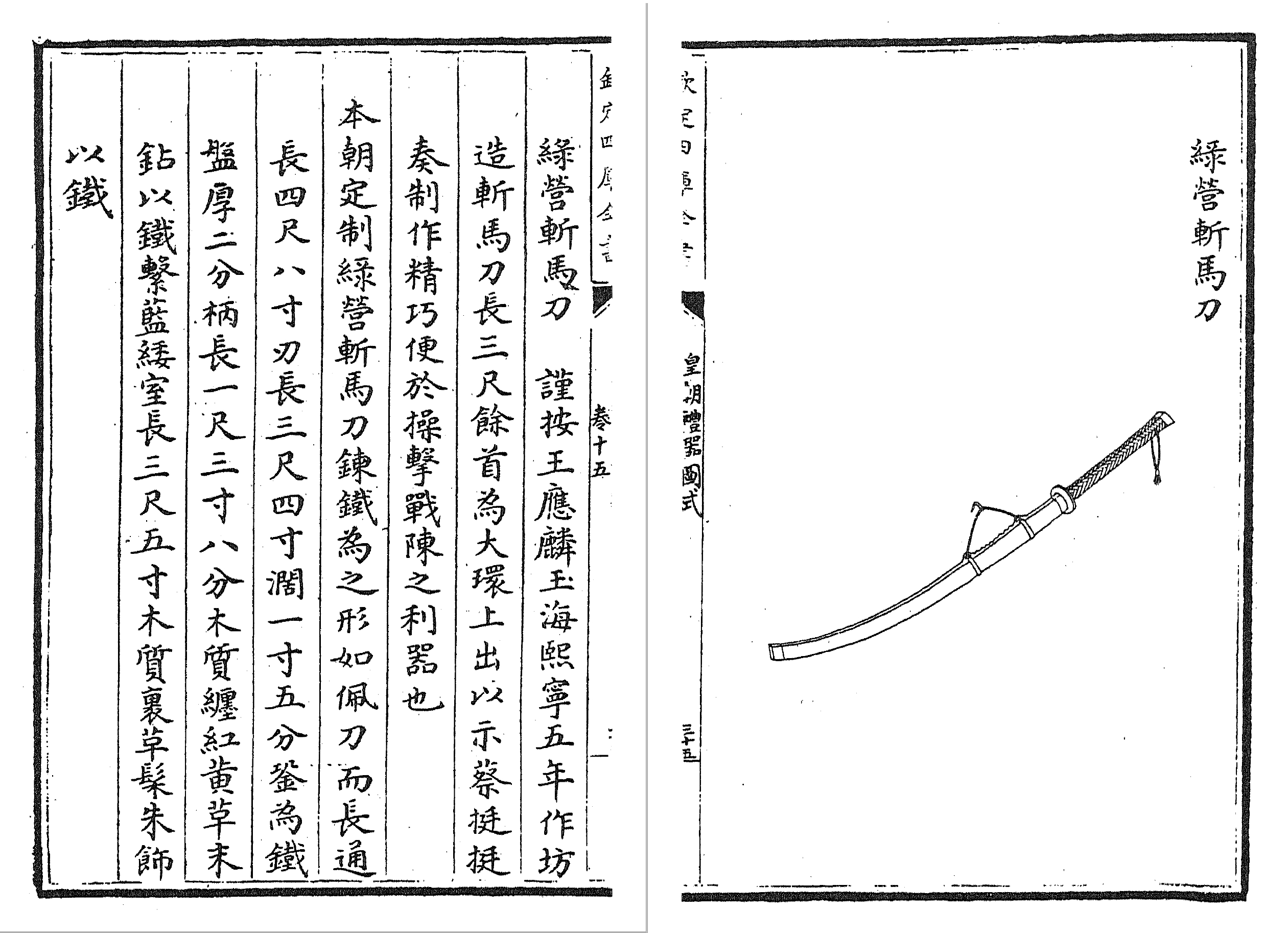
清代綠營斬馬刀
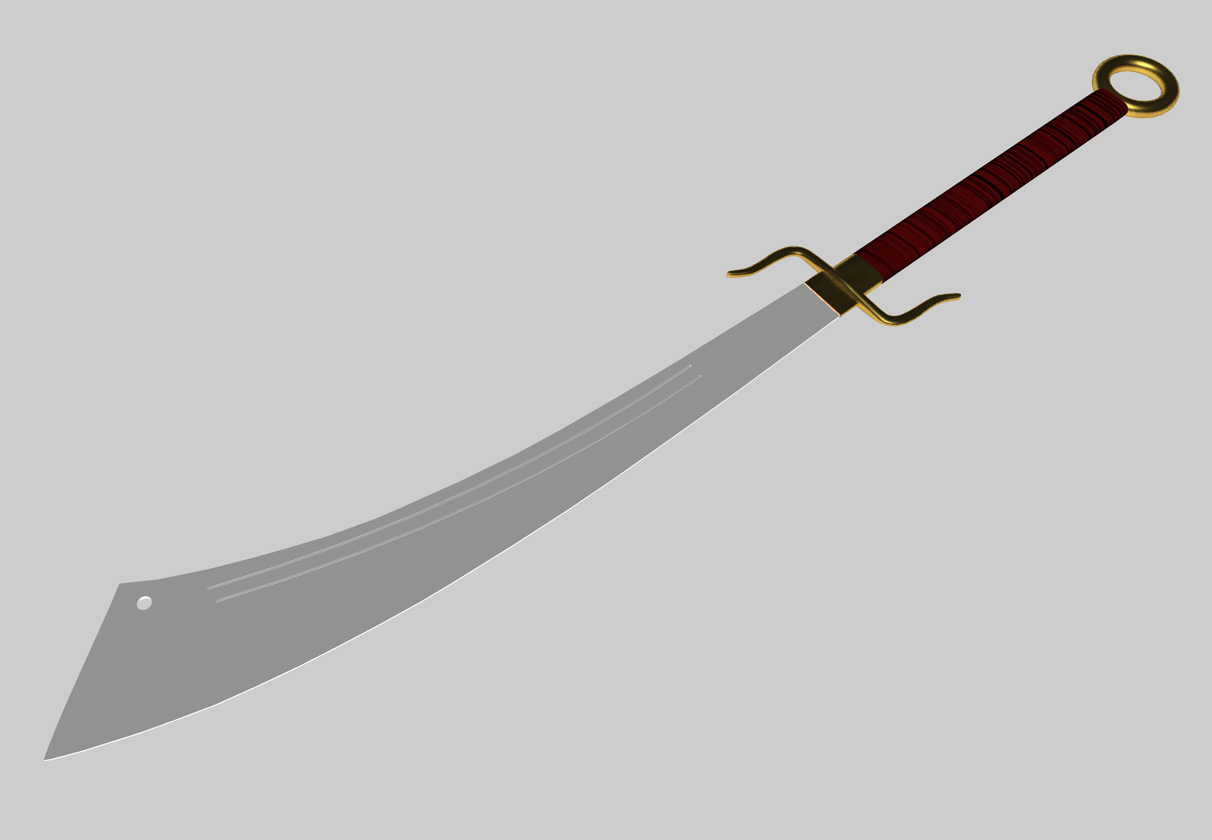
大刀
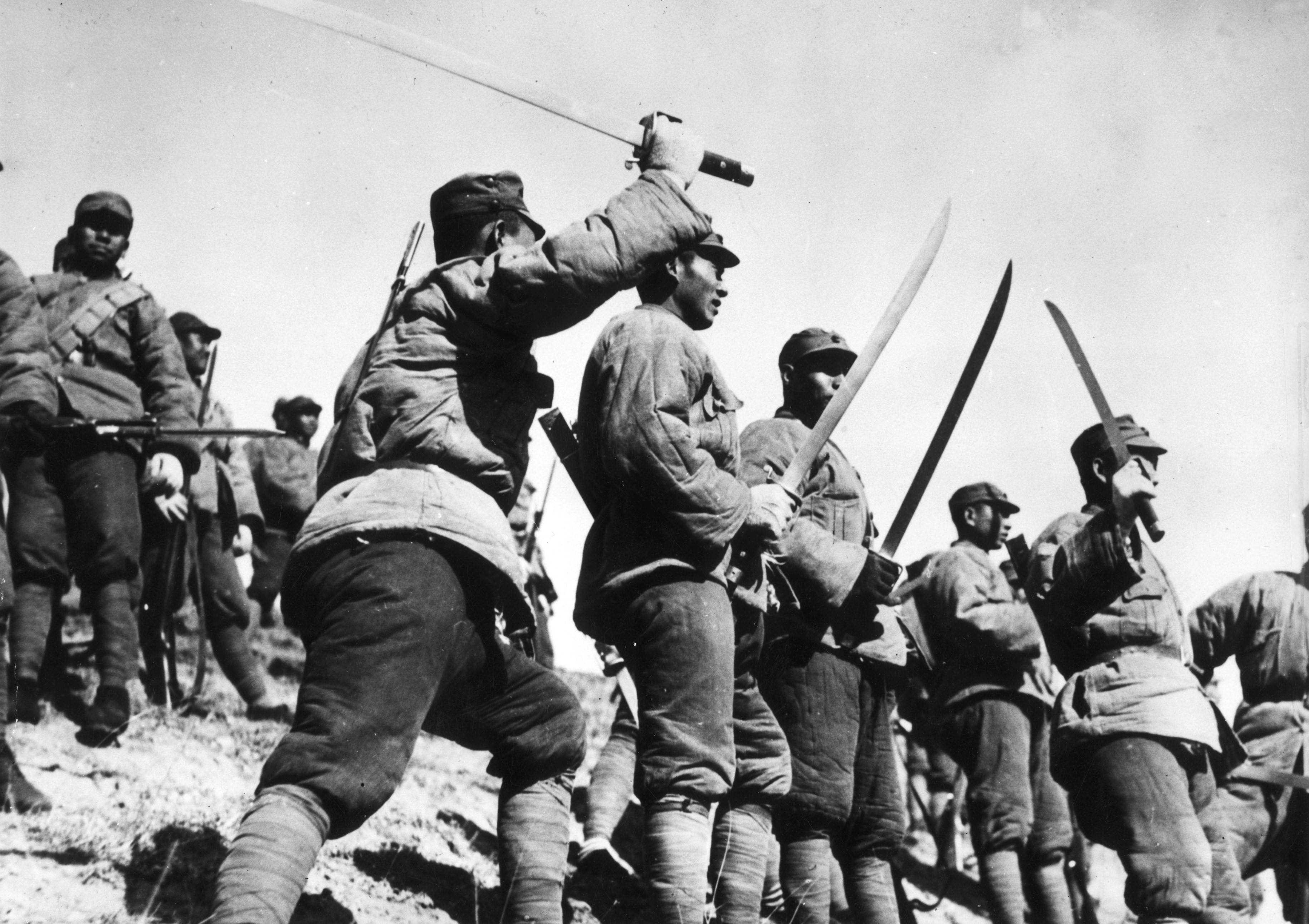
大刀隊
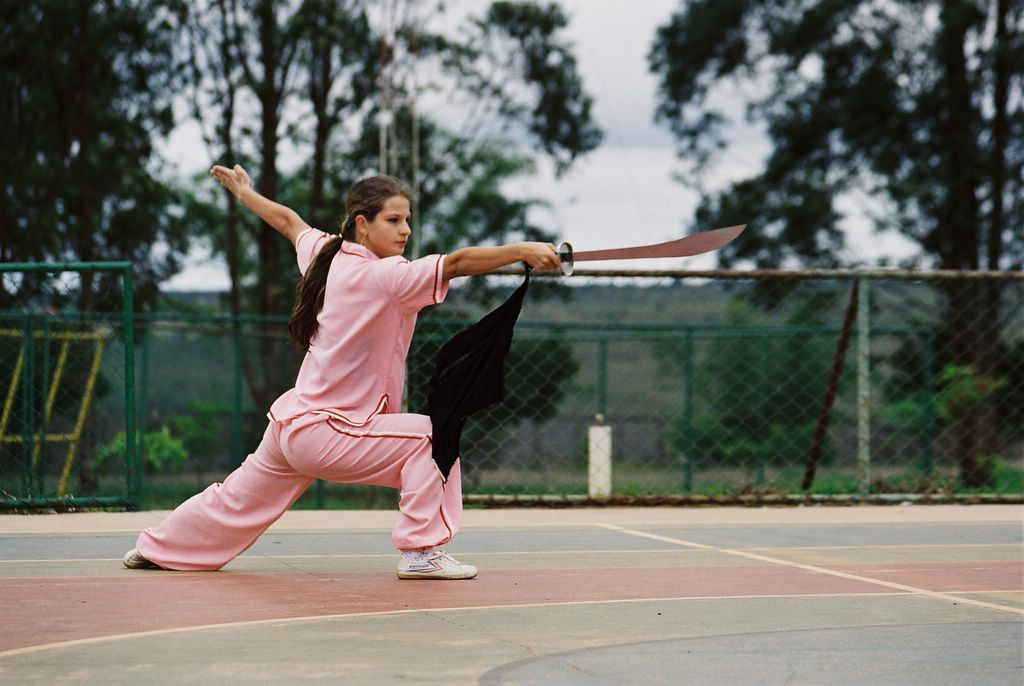
武術用刀
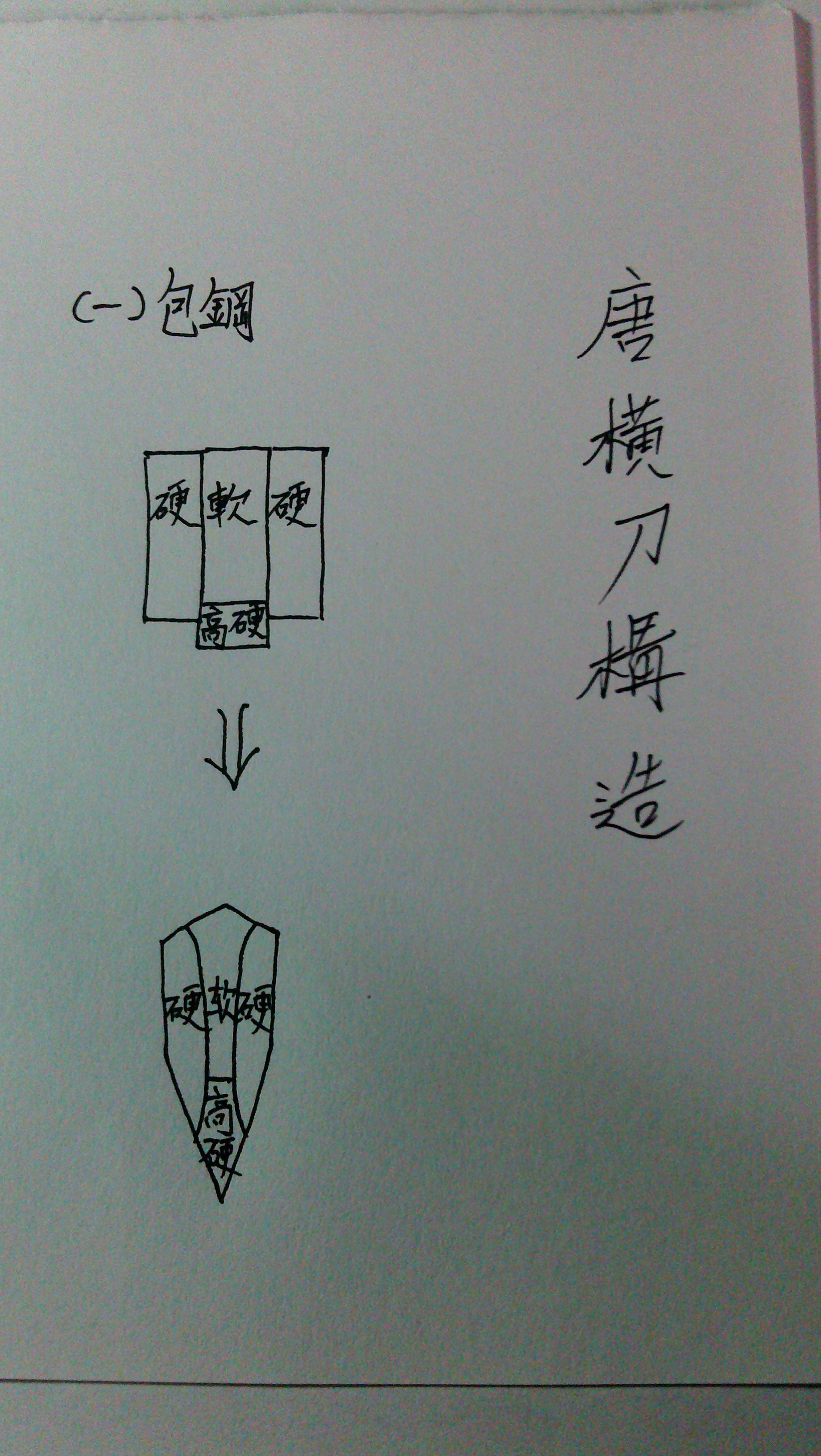
唐代寶刀橫刀橫截面構造——包鋼
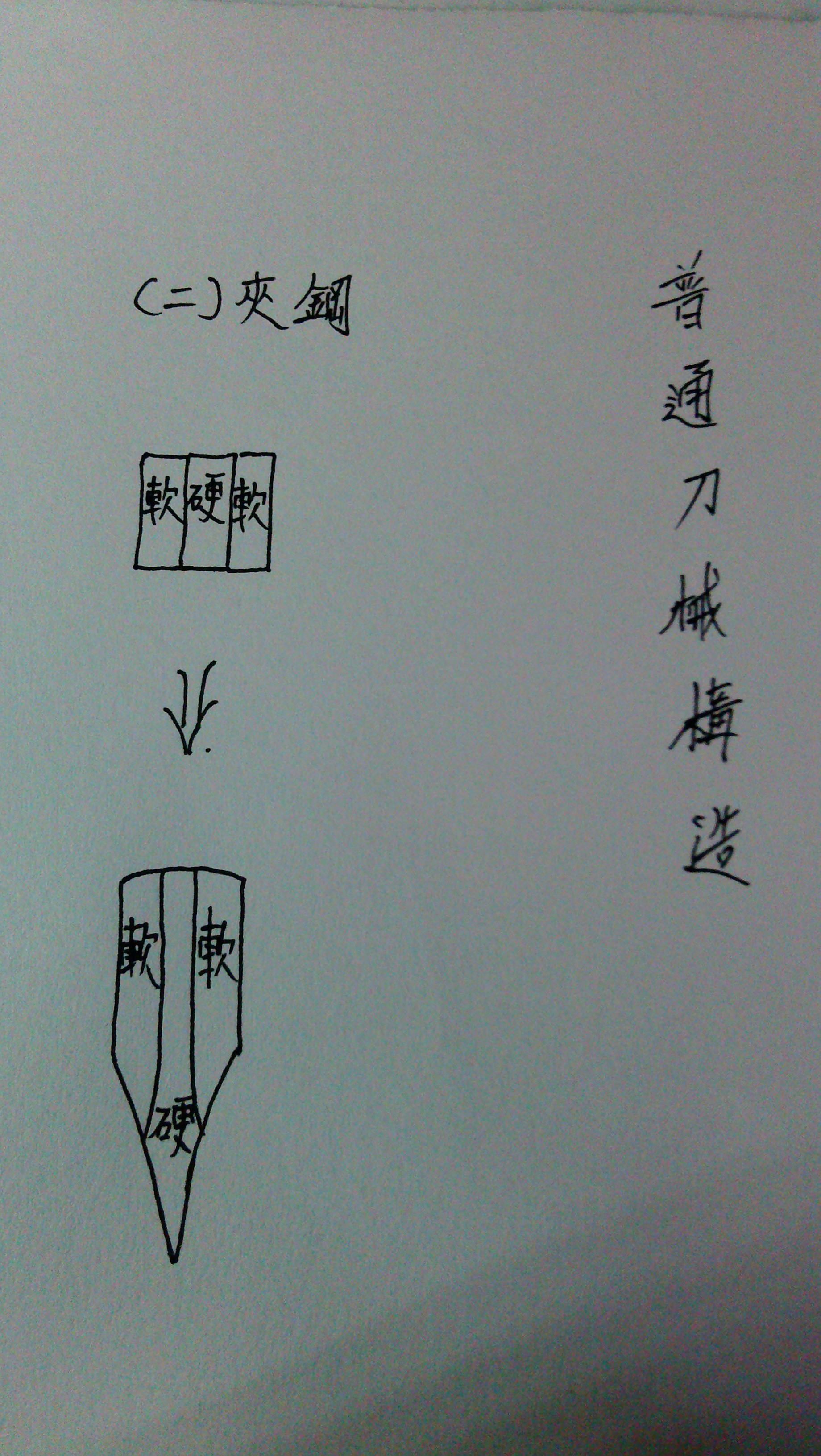
中國刀劍普遍材料橫截面——夾鋼
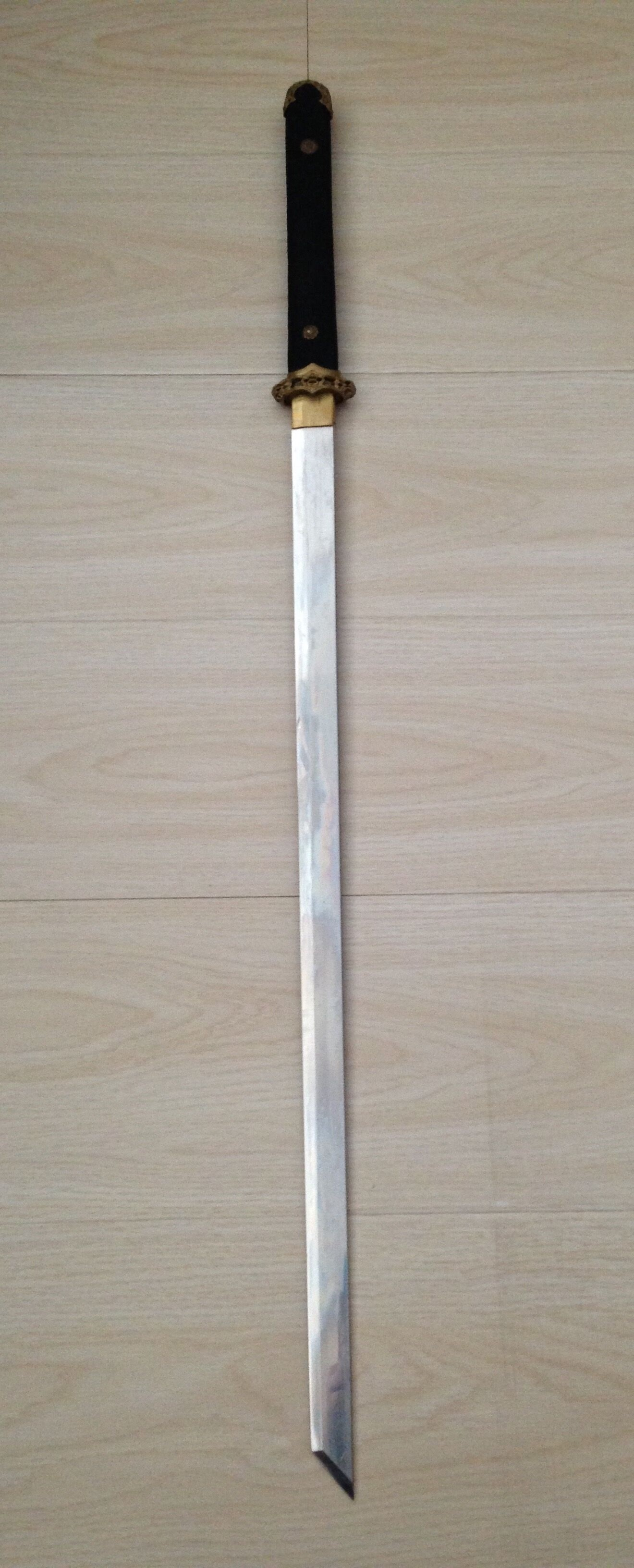
橫刀，今人復原